# Qin Yaqing
Qin Yaqing (nacido en octubre de 1953) es un politólogo chino y un teórico constructivista de las relaciones internacionales. Desde mayo de 2021 es profesor titular en la Universidad de Shandong. Antes de eso, Qin fue presidente y profesor de la Universidad de Asuntos Exteriores de China (2014-2019).
Qin es canciller de la Academia Diplomática de China, vicepresidente ejecutivo de la Asociación Nacional de Estudios Internacionales de China, miembro del Grupo Asesor de Política Exterior (2008-) y del Grupo Asesor de Diplomacia Pública (2010-) del Ministerio de Relaciones Exteriores de China, y el director del Instituto de Estudios Internacionales y Estratégicos de la Universidad de Pekín.
Qin es editor en jefe de Foreign Affairs Review, así como miembro del consejo editorial de World Economics and Politics y de Global Governance. Qin recibió su maestría y doctorado en Ciencias Políticas en la Universidad de Missouri en 1987 y 1994. Es miembro de la Real Academia de Bélgica.

## Obras

### Libros
- Globalizing IR Theory: Critical Engagement (2022)
- 全球治理 : 多元世界的秩序重建 (2019)
- A Relational Theory of World Politics (2018)
- Future in Retrospect: China's Diplomatic History Revisited (2016)
- 实践与变革 : 中国参与国际社会体系进程研究 (2016)
- 敬畏学问 (2014)
- China and East Asia: After the Wall Street Crisis (2012)
- 国际关系理论 : 反思与重构 (2012)
- 关系与过程：中国国际关系理论的文化建构 (2012)
- 当代西方国际思潮 (2012)
- 大国关系与中国外交 (2011)
- 东亚地区合作 (2010)
- 西方国际关系理论经典导读 (2009)
- 国际体系与中国外交 (2009)
- China's "New" Diplomacy: Tactical or Fundamental Change? (2008)
- 理性与国际合作：自由主义国际关系理论研究 (2008)
- 文化与国际社会 : 建构主义国际关系理论研究 (2006)
- 权力·制度·文化：国际关系理论与方法研究文集 (2005)
- 霸权体系与国际冲突：美国在国际武装冲突中的支持行为(1945-1988) (1999)

### Artículos muy citados
- "A Relational Theory of World Politics." International Studies Review 18.1 (2016): 33-47.
- "Continuity through Change: Background Knowledge and China’s International Strategy." Chinese Journal of International Politics 7.3 (2014).
- "Rule, Rules, and Relations: Towards a Synthetic Approach to Governance." Chinese Journal of International Politics 4.2 (2011): 117-145.
- "Development of International Relations theory in China: Progress through Debates." International Relations of the Asia-Pacific 11.2 (2011): 231-257.
- "International Society as a Process: Institutions, Identities, and China’s Peaceful Rise." Chinese Journal of International Politics 3 (2010): 129-153.
- "Development of International Relations Theory in China." International Studies 46.1-2 (2009): 185-201.
- "Relationality and Processual Construction: Bringing Chinese Ideas into International Relations Theory." Social Sciences in China 30.4 (2009): 5-20.
- "Why Is There No Chinese International Relations Theory?." International Relations of the Asia-Pacific 7.3 (2007): 313-340.